# هسپریس بانوان

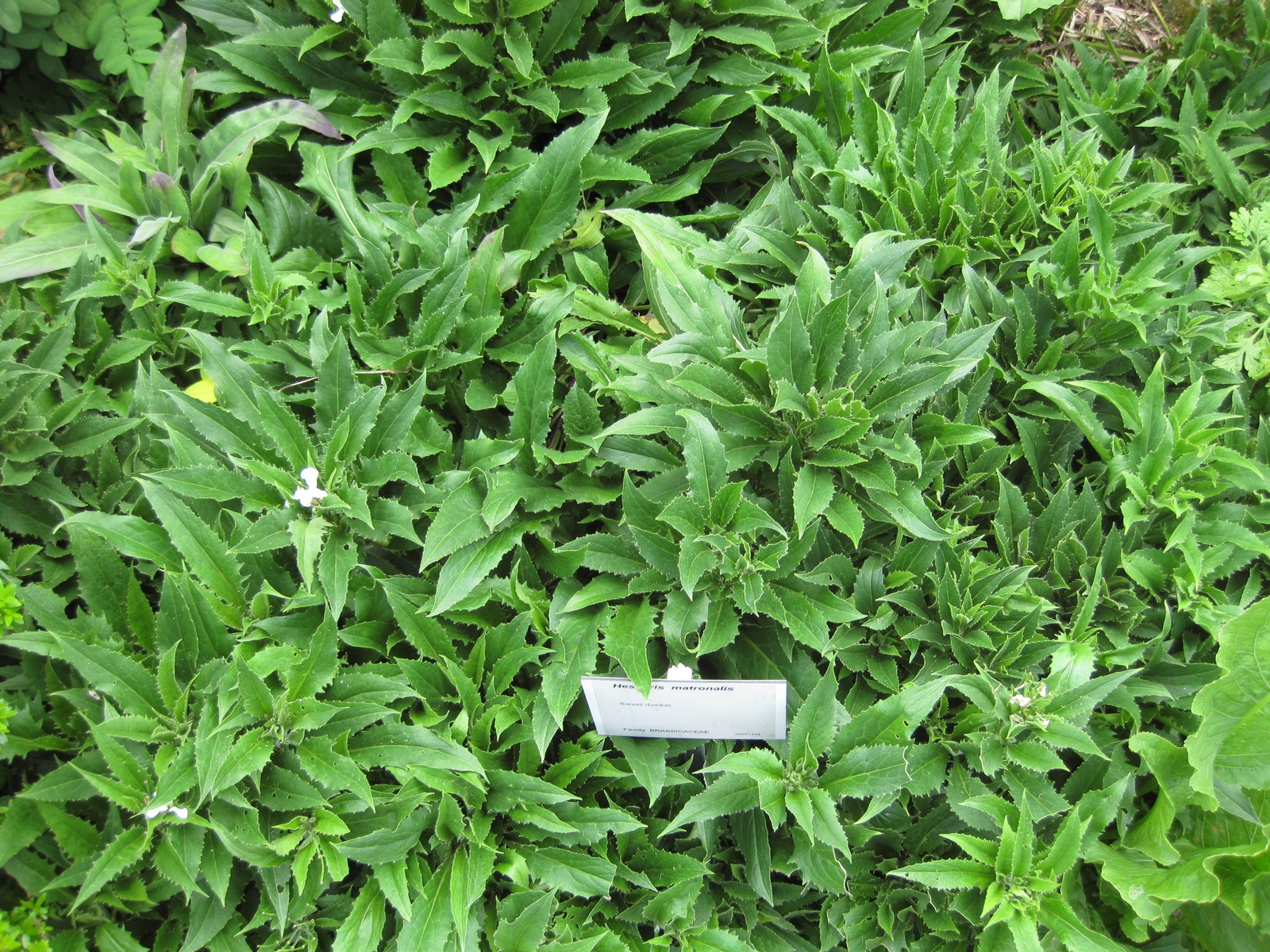
شاخ و برگ

هسپریس بانوان (نام علمی: Hesperis matronalis)گونه‌ای گیاه علفی از تیره خردل شب‌بویان است. این گیاهان دو سالانه یا پایای کوتاه-مدت و بومی اوراسیا هستند و در مناطق زیادی از جهان به خاطر گلهای جذابشان در بهار کاشته می‌شوند. در بعضی از آن نواحی این گیاهان دیگر نیازی به کاشت ندارند و تبدیل به گیاه خودرو شده‌اند. نام این گونه که هسپریس نامیده می‌شود به زبان یونانی به معنی عصر است، و احتمالاً این نام به آنها به این دلیل داده شده است که بوی آنها عصرها آشکارتر می‌شود.

## توصیف
هسپریس بانوان تا ارتفاع ۱۰۰ سانتیمتر یا بیشتر رشد می‌کند،ساقه‌ها چندگانه ،قائم و دارای کرک هستند.معمولاً در اولین سال رشدش  شاخ و برگ زیادی تولید کرده و در سال دوم گل می‌دهد،معمولاً گیاهی دو ساله است،اما بعضی از  نژادها هم می‌توانند پایای کوتاه‌مدت باشند.این گیاهان از اوایل تا اواسط بهار شکوفا می‌شوند.برگ‌ها به طور متناوب روی ساقه‌های قائم قرار گرفته‌اند و نیزه‌ای شکل هستند،معمولاً دمبرگشان بسیار کوتاه است یا دمبرگ ندارند، حاشیه برگها دندانه‌دار است.اما گاهی اوقات برگها بدون دندانه هستند و ته‌شان عریض‌تر است.شاخ و برگها کرک‌های کوتاهی در سطح بالایی و زیرین دارند که به برگ ظاهر زبر داده است.برگهای بزرگتر حدود ۱۲ سانتیمتر طول و ۴ سانتیمتر عرض دارند.